# България на летните олимпийски игри 1996
България се състезава на Летните олимпийски игри 1996 в Атланта, САЩ. Страната изпраща общо 110 спортиста в 17 спорта и печели общо 15 медала – 3 от които златни и се класира на 22-ро място в общото класиране.

## Медалисти
| Медал          | Спортист                                                                                 | Вид спорт               | Дисциплина                    |
| -------------- | ---------------------------------------------------------------------------------------- | ----------------------- | ----------------------------- |
| Златен медал   | Стефка Костадинова                                                                       | Лека атлетика           | Висок скок                    |
| Златен медал   | Даниел Петров                                                                            | Бокс                    | до 48 кг                      |
| Златен медал   | Валентин Йорданов                                                                        | Борба                   | свободен стил, до 52 кг       |
| Сребърен медал | Серафим Тодоров                                                                          | Бокс                    | до 57 кг                      |
| Сребърен медал | Тончо Тончев                                                                             | Бокс                    | до 60 кг                      |
| Сребърен медал | Красимир Дунев                                                                           | Спортна гимнастика      | Висилка                       |
| Сребърен медал | Емил Милев                                                                               | Спортна стрелба         | 25 м бърза стрелба с пистолет |
| Сребърен медал | Диана Йоргова                                                                            | Спортна стрелба         | 25 м пистолет                 |
| Сребърен медал | Йото Йотов                                                                               | Вдигане на тежести      | свободна борба, до 76 кг      |
| Сребърен медал | Ивелина Талева, Валентина Кевлиян, Ина Делчева, Вяра Ваташка, Мая Табакова, Мария Колева | Художествена гимнастика | ансамбъл                      |
| Бронзов медал  | Таню Киряков                                                                             | Спортна стрелба         | 10 м пистолет                 |
| Бронзов медал  | Мария Гроздева                                                                           | Спортна стрелба         | 10 м пистолет                 |
| Бронзов медал  | Севдалин Минчев                                                                          | Вдигане на тежести      | до 54 кг                      |
| Бронзов медал  | Николай Пешалов                                                                          | Вдигане на тежести      | до 59 кг                      |
| Бронзов медал  | Андриан Душев и Милко Казанов                                                            | кану-каяк               | двойка каяк 1000 м            |